# أوكيه كيه او! فلنكن الأبطال
أوكيه كيه او! فلنكُن أبطالًا أو أوكيه كيه او! فلنكُن الأبطال (بالإنجليزية: OK K.O.! Let's Be Heroes) مسلسل رسوم متحركة أمريكي من إنتاج كرتون نتورك ستوديوز بدأ عرضه في 2017 على قناة كرتون نتورك (الولايات المتحدة) ومن ثم عرض على باقي قنوات كرتون نتورك العالمية ومن بينها كرتون نتورك بالعربية. بعد عام من عرضه على كرتون نتورك مينا عرض على كرتون نتورك بالعربية في 4 نوفمبر 2018.

## مؤدي الاصوات
| اسم الشخصية بالعربي | اسم الشخصية بالانجليزي | مؤدي الصوت في النسخة العربية | مؤدي الصوت في النسخة الإنجليزية |
| ------------------- | ---------------------- | ---------------------------- | ------------------------------- |
| كيه او              | K.O.                   | رنا الرفاعي                  | ستيفاني نادولني-كورتينا تايلور  |
| انيد                | Enid                   | رانيا مروة                   | أشلي بورتش                      |
| راد                 | Radicles               | فادي الرفاعي                 | إيان جونز-كوارتي                |
| كارول               | Carol                  | جيهان الملا                  | كيت فلانري                      |
| سيد غار             | Mr. Gar                | شربل أيوب                    | ديفيد هيرمان                    |
| دارل                | Darrell                | جيل يوسف                     | أيان جونز-كوارتي                |
| شانون               | Shannon                | رالين داغر                   | كاري والغرين                    |
| ايرنيستو            | Ernesto                | مارك حاتم                    | كريس نيوسي                      |
| كاكتوس بيرسون       | Cactus Person          | أحمد أبو علي                 | بن جونز                         |

## أصوات
- رنا الرفاعي - كيه أو (الصوت الأول)
- ندى نصر - كيه أو (الصوت الثاني)
- رانيا مروة - أنيد
- فادي الرفاعي - راد
- جيهان الملا - كارول
- شربل أيوب - سيد غار
- جيل يوسف - دارل
- رالين داغر - شاونون
- مارك حاتم - أيرنيستو
- أحمد أبو علي - كاكتوس بيرسون